# 風帆岩
風帆岩（Sail Rock），是南極洲的岩石，位於南設得蘭群島，處於欺骗岛西南面13公里，長30公里，名稱可追溯至1822年，現時由南極條約體系管理。它形狀像風帆。
63°2′S 60°57′W / 63.033°S 60.950°W